# Mriswith
Los mriswith son unas criaturas ficticias creadas por Terry Goddkind en su saga de novelas de fantasía épica La Espada de la Verdad.

## Descripción
Se desconoce cuál es la apariencia exacta de los mriswith, ya que son invisibles, pero tienen forma de lagarto. Así mismo, llevan una capa negra que cambia de color según lo que hay detrás de ellos.
Los mriswith son antiguos poseedores del don que en la Gran Guerra renunciaron a su forma humana a cambio de poder ser invisibles, y desde entonces se han reproducido. En las manos empuñan unos cuchillos de tres puntas llamados yabree

## Historia
Cuando llevaron a Richard al Palacio de los Profetas en Tanimura, Richard fue al bosque Hagen y le atacó un mriswith, que Richard detectó gracias a que posee los dos lados de la magia (tanto el de suma como el de resta). Richard fue la primera persona en 3000 años que consiguió derrotar a un mriswith, y le robó su capa.
En el final del sexto libro, El Caminante de los Sueños, cuando Richard sube en la silph plateada para ir a rescatar a Kahlan, Richard libera a la Reina mriswith, ya que por culpa de la capa del mriswith, Richard se estaba convirtiendo en uno. Una vez rescata a Kahlan y vuelve a Aydindril, descubren que la ciudad está siendo atacada por hordas de mriswiths y soldados de la Sangre de la Virtud que Richard y Kahlan junto a los soldados d'haranianos y a los Gars comandados por Gratch consiguen derrotar.
- Datos: Q6025629